# Келли, Кристал
Кристал Саймон Келли (англ. Crystal Cymone Kelly; род. 15 сентября 1986 года в Луисвилле, штат Кентукки, США) — американская профессиональная баскетболистка, выступавшая в женской национальной баскетбольной ассоциации. Была выбрана на драфте ВНБА 2008 года в третьем раунде под общим тридцать первым номером клубом «Хьюстон Кометс». Играла на позиции лёгкого форварда. По окончании спортивной карьеры вошла в тренерский штаб команды NCAA «Беллармин Найтс». В настоящее время она является ассистентом главного тренера студенческой команды «Ксавье Маскетирс».

## Ранние годы
Кристал родилась 15 сентября 1986 года в городе Луисвилл (Кентукки) в семье Кларенса и Генриетты Келли, а училась она там же в Академии святого сердца, в которой выступала за местную баскетбольную команду.